# ГЕС-ГАЕС Альто-Рабагао
ГЕС-ГАЕС Альто-Рабагао (порт. Barragem do Alto Rabagão) — гідроелектростанція на півночі Португалії. Знаходячись вище за ГЕС Венда-Нова, становить верхній ступінь у каскаді на Рабагао (ліва притока Каваду, що тече в Атлантичний океан з гірської системи Peneda-Gerês).
При спорудженні станції річку перекрили арково-гравітаційною бетонною греблею висотою 94 метри та довжиною 1970 метрів, на спорудження якої пішло 1,1 млн м3 матеріалу. Вона утримує водосховище з площею поверхні 22 км2 та об'ємом 569 млн м3 (корисний об'єм 558 млн м3), з нормальним коливанням рівня між позначками 829 та 880 метрів НРМ. Окрім власного стоку, до нього подається вода з півночі по тунелю довжиною 4,9 км від водосховища у верхів'ях Каваду. Останнє створене гравітаційною бетонною греблею висотою 29 метрів і довжиною 220 метрів, на спорудження якої пішло 29 тис. м3 матеріалу. Вона утримує водосховище із площею поверхні 0,5 км2 та об'ємом 3,3 млн м3 (корисний об'єм 2 млн м3), рівень якого дещо вище за рівень водосховища Альто-Рабагао — до 905 метрів НРМ.
Машинний зал, розташований біля підніжжя греблі, споруджений у підземному виконанні. Доступ до нього здійснюється через шахту довжиною 130 метрів та діаметром 7,5 метра. Крім того, для доступу на нижній поверх, де розташоване насосне обладнання, наявні ще дві шахти глибиною 23 метри.
Основне обладнання станції Альто-Рабагао становлять два гідроагрегати у складі турбін типу Френсіс потужністю по 36,75 МВт, мотор-генераторів та насосів потужністю по 31,7 МВт. При напорі від 129 до 185 метрів ГЕС забезпечує виробництво 85 млн кВт-год електроенергії на рік.
Зв'язок з енергосистемою здійснюється по ЛЕП, що працює під напругою 165 кВ.